# Ignacy Robb-Narbutt

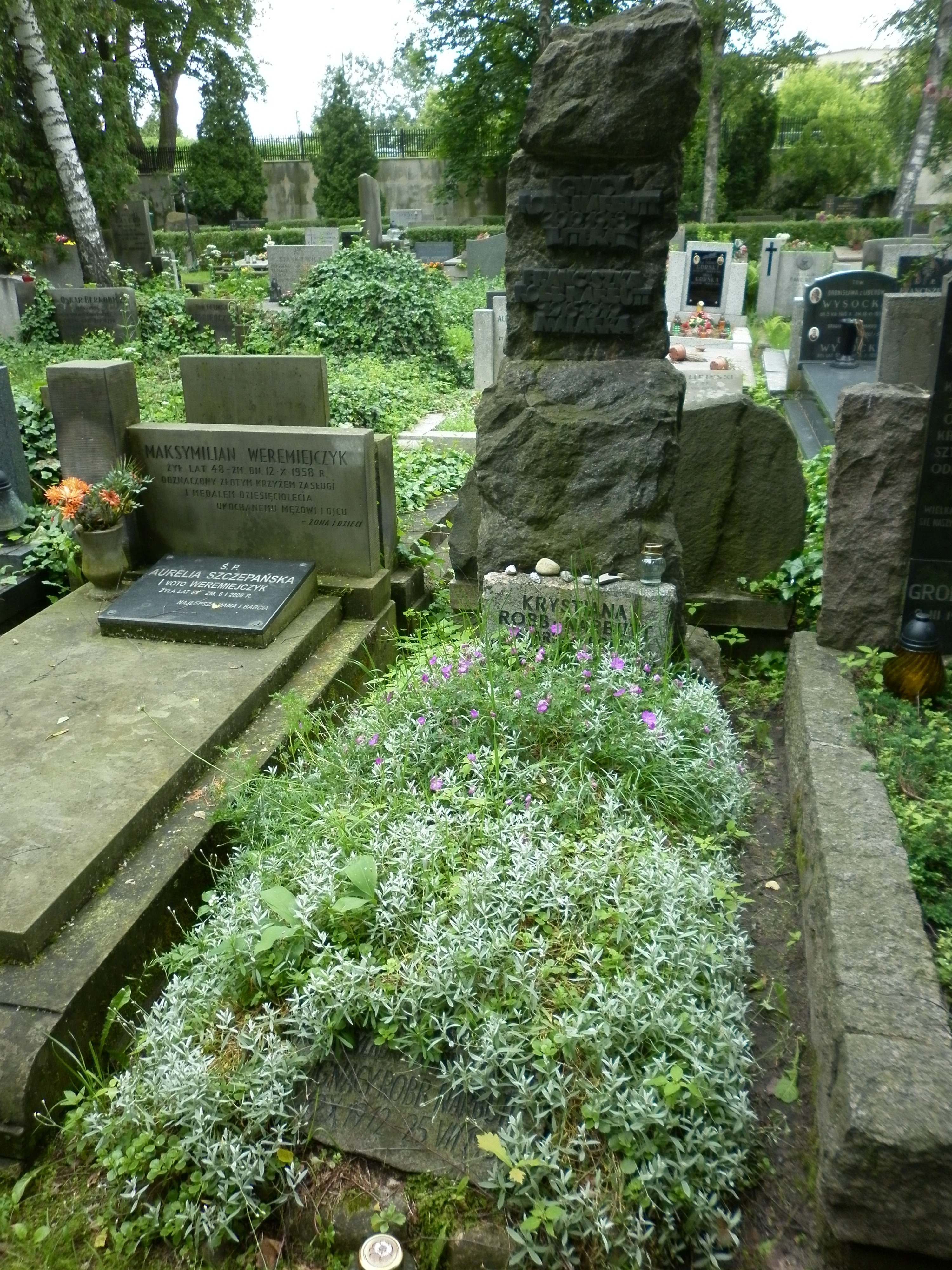
Grób Ignacego Robb-Narbutta na Cmentarzu Wojskowym na Powązkach

Ignacy Robb-Narbutt właśc. Ignacy Robb (Rosenfarb), ps. Narbutt (ur. 12 października 1912 w Warszawie, zm. 25/26 lipca 1958 tamże) – działacz komunistyczny, oficer Gwardii Ludowej (GL), Armii Ludowej (AL) i WP, dowódca Okręgu GL Radom, Okręgu GL Warszawa-Lewa Podmiejska i Okręgu Częstochowsko-Piotrkowskiego AL, dziennikarz, literat, pełnomocnik Rządu Tymczasowego na miasto stołeczne Warszawę, komendant główny SOK.

## Życiorys
Syn Jana Jakuba i Heleny z Lewandowskich. Podczas nauki w Prywatnym Gimnazjum i Liceum Spółki z o.o. „Spójnia” redagował szkole pisemko „Spójniak”. W 1929 wstąpił do Organizacji Młodzieży TUR i ZNMS „Życie”. W latach 1929–1931 był wolnym słuchaczem w Wyższej Szkole Dziennikarskiej, a 1935 zdał eksternistycznie maturę w Nieświeżu.
W 1932 przez krótki czas był reporterem i sprawozdawcą w Polskim Radiu. Prawdopodobnie w tym samym roku wydał poemat sceniczny „Sacco i Vanzetti”. W 1933 został jednym z trzech członków korespondentów tzw. Studium Przedmieścia przy oddziale warszawskim Zespołu Literackiego „Przedmieście”. Publikował w „Dzienniku Ludowym” i „Głosie Niezależnych”. Autor scenariusza filmu dokumentalnego „Warszawa w nocy”. Od 1937 pracownik redakcji „Dziennika Popularnego”, na łamach którego publikował reportaże.
Służbę wojskową odbył w Szkole Podchorążych Rezerwy Piechoty w Zambrowie, grudziądzkiej Szkole Podchorążych Rezerwy Kawalerii i wileńskim 4 pułku ułanów. W 1935 wstąpił do KPP. Podczas kampanii wrześniowej walczył w batalionie Obrony Narodowej, m.in. pod Gródkiem Jagiellońskim, gdzie został ranny. Przeniósł się do Stanisławowa, potem do Lwowa, gdzie pracował w redakcji „Czerwonego Sztandaru” i współpracował z sowieckim radiem polskojęzycznym. Za protest przeciwko aresztowaniu Władysława Broniewskiego i innych pisarzy przez NKWD w styczniu 1940 został usunięty z redakcji i z sowieckiego Związku Pisarzy. Podjął wówczas pracę w lwowskiej fabryce wyrobów cukierniczych. Od czerwca 1941 do lipca 1942 był robotnikiem rolnym.
W lipcu 1942 wrócił do Warszawy i wstąpił do PPR i GL. Na początku sierpnia 1942 został mianowany dowódcą oddziału GL im. Ziemi Kieleckiej i dowódcą Okręgu Radom GL. Na jesieni 1942 udał się na czele 6 partyzantów w odwiedziny do rodziny Henryka Sienkiewicza. Mimo początkowej niechęci krewnych noblisty do komunistycznych partyzantów ludzie Narbutta zostali ciepło przyjęci.
W kwietniu 1943 został dowódcą Okręgu GL Warszawa-Lewa Podmiejska. Jesienią 1943 jako przedstawiciel PPR i GL prowadził rozmowy z przedstawicielami RPPS i PAL 25 września 1943 otrzymał pochwałę I stopnia i awans na majora. Wkrótce został oficerem Wydziału I Operacyjnego Sztabu Głównego GL. Za krytykę sposobu kierowania Gwardią Ludową przez Franciszka Jóźwiaka „Witolda” i tendencji sekciarskich w PPR (Jóźwiak, Bierut) 24 listopada 1943 został zdegradowany, zawieszony w czynnościach i przeniesiony na dowódcę batalionu GL im. Józefa Bema. Od likwidacji, którą rozkazał Jóźwiak bezpodstawnie oskarżający „Narbutta” o dezercję, uratowała go interwencja Władysława Gomułki, za którego sprawą 25 lutego 1944 Dowództwo Główne AL mianowało „Narbutta” dowódcą Częstochowsko-Piotrkowskiego Okręgu AL. W sierpniu 1944 został zmobilizowany do Ludowego WP w stopniu podpułkownika i mianowany oficerem do zleceń Naczelnego Dowództwa, potem przez krótki czas pełnił obowiązki w 2 Armii WP, a 4 września 1944 został zastępcą ds. liniowych dowódcy 8 Dywizji Piechoty WP im. Bartosza Głowackiego. W grudniu 1944 przeniesiono go do rezerwy w związku z zarzutem o niewłaściwy stosunek do oficerów sowieckich i uleganie wpływom byłych akowców.
W styczniu 1945 został pełnomocnikiem Rządu Tymczasowego na miasto stołeczne Warszawę. We wrześniu 1945 należał do współzałożycieli ZBoWiDu, w którym został przewodniczącym komisji rewizyjnej. Członek komitetu redakcyjnego „Bellony” od 1945. Drukował swoje utwory m.in. na łamach „Odrodzenia”, „Polski Niepodległej”, „Bellony”, „Nowej Kultury”, „Nowin Literackich” i „Życia Warszawy”. Od 1 grudnia 1945 zastępca do spraw polityczno-wychowawczych II wiceministra obrony narodowej gen. Karola Świerczewskiego. Delegat na I Zjazd PPR w grudniu 1945. Od marca 1946 komendant główny SOK.
W 1948 wydał szkice „Ludzie i wydarzenia”, w których m.in. oddawał sprawiedliwość żołnierzom AK. 1 lipca 1948 zdemobilizowany ze względu na to, że popierał Gomułkę. Od kwietnia 1951 redaktor działu literackiego Polskiego Radia. Działacz ZLP. Na krótko przed śmiercią krytycznie wypowiadał się o wyhamowaniu liberalizacji po październiku 1956. 
Był zagorzałym stronnikiem przyjęcia przez Gwardię Ludową jako symbolu orła piastowskiego, min. dzięki jego staraniom Dowództwo Główne w regulaminie z 1 lipca 1943 zatwierdziło orła bez korony jako oficjalne godło organizacji
Pochowany na cmentarzu Wojskowym na Powązkach (kwatera B2-12-18).

## Ordery i odznaczenia
- Order Krzyża Grunwaldu III klasy
- Krzyż Srebrny Orderu Virtuti Militari
- Krzyż Partyzancki
- Medal za Warszawę 1939–1945 (17 stycznia 1946)[5]
- Medal Zwycięstwa i Wolności 1945

## Awanse[3]
- podporucznik – po ukończeniu Centrum Wyszkolenia Kawalerii
- major – 1943
- podpułkownik - sierpień 1944

## Życie prywatne
Jego żoną była artystka Franciszka Robb-Narbutt z domu Cytryn (1916–1979), z którą miał dwoje dzieci: córkę Krystianę (1945–2006), która podobnie jak matka była artystką i syna Jacka (ur. 1949).